# Darker Than Black Records
Darker Than Black Records ist ein deutsches Metal-Label, das sich auf NSBM spezialisiert hat.

## Geschichte
Das Label wurde 1994 von Hendrik Möbus gegründet, um die EP Thuringian Pagan Madness der NSBM-Band Absurd zu vertreiben. Das Label war speziell für diese Veröffentlichung gegründet worden. Diese wurde jedoch nie bei D.T.B. produziert, sondern fand aus finanziellen Gründen als Lizenzveröffentlichung bei Capricornus Prod, dem Label des ehemaligen Graveland-Schlagzeugers statt. 1996 wurde D.T.B. ein Sublabel von Malicious Records; zusammen realisierten sie jedoch nur die Silexater-EP Bleeding Depth und trennten sich ein Jahr später wieder.
1997 produzierten Bands wie Thor’s Hammer und Abyssic Hate ihre Debütalben. Das Label organisiert auch Konzerte wie das Germanic Black Metal-Storm over Germany-Festival, an dem Bands wie Nagelfar, Riger, Dunkelgrafen, Barad Dûr, Vilkates, Lugburz und Absurd teilnahmen. Das sächsische Label Hate Records, das von dem Hammerskin und späteren V-Mann Mirko Hesse betrieben wurde, kaufte das Label auf und verwendete es als eine Art Sublabel. Über Hate Records baute er ein größeres Netzwerk für Darker Than Black auf.
1999 veröffentlichte Darker Than Black Tonträger der Bands Barad Dûr, Winterblut und Kristallnacht. Im Oktober 1999 durchsuchten deutsche Behörden das Label, welches verdächtigt wurde, rechtsextreme Bands zu propagieren. Bei der Durchsuchung wurden diverse NS-Propaganda sichergestellt. Parallel dazu wurde Möbus Bewährung widerrufen. Einer Verhaftung entzog er sich durch eine Flucht ins Ausland und kam bei dem US-amerikanischen National-Alliance-Gründer William L. Pierce unter. Während seiner Abwesenheit sollte Shane Rout von Abyssic Hate das Label weiterführen und kündigte auch weitere Veröffentlichungen auf dem Label an. Man entschied sich jedoch das Label ruhen zu lassen.
Zwischen 2001 und 2002 wurden weitere Veröffentlichungen, die auf dem Label erscheinen sollten, über das „Scheinlabel“ Ancestral Research Records vertrieben. Nachdem Möbus 2001 aus den Vereinigten Staaten ausgewiesen und in Deutschland inhaftiert war, übernahm sein Bruder Ronald Möbus zeitweise den Vertrieb, betrieb aber auch sein eigenes Label Nebelfee Klangwerke.
Nachdem Hendrik Möbus im Jahr 2007 aus dem Gefängnis entlassen worden war, übernahm er wieder die Geschäftsführung des Labels. Im gleichen Jahr gab das Label bekannt, wieder Alben produzieren zu wollen. Die EP und das Demo von Silexater erschienen 2009 als gemeinsame Lizenzpressung unter dem Titel Silexater beim japanischen Label Wolfsgray.
Seitdem ist das Label wieder aktiv und veröffentlichte zahlreiche Tonträger, überwiegend aus dem NSBM-Bereich. Es wird weiterhin von Hendrik Möbus betrieben und gilt als wichtigstes Label für neonazistischen Black Metal. Der Geschäftssitz befindet sich laut Impressum in Berlin, während Möbus selbst in Merseburg lebt. Zeitweise wurde das Label auch aus Wandersleben aus betrieben.

## Veröffentlichungen (Auswahl)
- Nazxul (AUS) – "Nazxul" (1994) DTB 001 – Audiotape
- Vargavinter (GER) – "Walstatt" (1995) DTB 002 / SDP 002 / Nova MC 006 – Audio-Tape – Co-released with Silencelike Death Productions and  Nova
- Silexater (GER) – "Bleeding Depth" (1997) DTB 000 - 7"inch Vinyl
- Thor’s Hammer (POL) · "Fidelity Shall Triumph" (1997) DTB 001-01 – CD
- Abyssic Hate (AU) · "Eternal Damnation" (1998) DTB 002 – CD
- Mjölnir (GER) · "Hinweg über die Tore der Zeit" (1998) DTB 003 / Hate 9808 – CD – Co-released with Hate Records
- Barad Dûr (GER)· "Dunkelheit" (1999) DTB 004 – CD
- Kristallnacht (FRA) – "Warspirit" (1999), DTB 088 / H.A. 014 – CD – Co-released with Hate Records
- Winterblut (GER) · "Der 6. Danach" (1999) DTB 005 – CD
- Pantheon · "Vargrstrike" (2008)
- Absurd (GER) · "Der fünfzehnjährige Krieg" (2008, indiziert[11])
- Adalruna · "A Wolf in Hallowed Places" (2008)
- Thor’s Hammer · "May the Hammer Smash the Cross" (2008)
- I Shalt Become · "Requiem" (2008)
- Absurd (GER) · "Life Beyond the Grave: 1992-1994" (2010)
- Ad Hominem (FRA) – "Dictator – A Monument of Glory" (2009) DTB 025 – CD
- Eisenwinter (CH) – "Monumentales Scheitern" (2010)
- Aryan Blood/Capricornus · "To Build an Empire… / Der Sieg wird unser sein" (2010)
- Bustum (POL) – "The Return of Hate" (2010) DTB 032 – CD
- The Helheim Society/Vendetta Blitz · "Fenriz / Vendetta" (2012)
- Acherontas · "Theosis" (2012)
- Abigail/Akashah · "Axis of Evil" (2013)
- Bilskirnir (GER) – "Wotan Redivivus" (2013) DTB 055 – CD
- Massenvernichtung (GER) – "Eine Abrechnung" (2015) DTB 106 – CD-Digipak
- Wintergewitter (GER) – "Spirit, Cause and Strife" (2016) DTB 226 – CD-Digipak
- Antisemitex (POL) – "Pride of Silesia" (2017) DTB 320 - 7"inch Vinyl
- Bilskirnir (GER) – "Lost Forever" (2017) DTB 317 – CD
- Via Dolorosa (ITA) / Massenvernichtung (GER) / Reek of the Unzen Gas Fumes (JAP) – "Tokio – Rom – Berlin" (2017) DTB260 – CD
- Bilskirnir (GER) – "In Solitary Silence" (2018) DTB239 – CD
- Todeszone (CH) – "Todeszone" (2019) DTB357 - 12"inch Vinyl / Co-released with Final Agony Records
- Abstersion (CAN) – "Mors Vincit Omnia" (2020) DTB 486 – Audiotape
- Todeszone (CH) – "Winter Funeral Processions" (2020) DTB 426 – CD
- Eisenwinter (CH) / Vothana (VNM/USA) – Selftitled (2021) DTB 478 - 10"inch Vinyl
- Nokturne (US) / Eisenwinter (CH) – Templars of Iron Will (2021) DTB 507 - 10"inch Vinyl
- Todeszone (CH) – "Morbid Assaults" (2022) DTB 556 – CD
- Absurd (GER) – "Schwarze Bande" (2022) DTB 555 – CD-Digipak
- Necrosynthesys (GER) – "Congregation of the Wicked" (2022) DTB 573 – CD
- Kaevum (NOR) – "Kultur" (2023) DTB 608 – CD
- Morke (GER) – "Bavarian Reh. 1993 a.D.B." (2023) AR001 – Audiotape / Co-released with Asura Records
- Bilskirnir (GER) – "Hyperborea" (2023) DTB 504 - 12"inch Vinyl
- Morke (GER) – "Return from the Dead" (2023) DTB 569 - 10"inch Vinyl
- Morkt Tre (UKR) – "Necrofolk" (2023) DTB 412 - 10"inch Vinyl
- Morke (GER) – "The Rahu Reh. 1993 a.D.B." (2024) AR002 – Audiotape / Co-released with Asura Records
- Maquahuitl (USA) – "Tequitl" (2024) DTB 653 – CD
- Vothana (VNM/USA) – "Biet Dong Quan / Commando" DTB 470 . Double 12"inch Vinyl